# مدرسه راک
مدرسه راک (به انگلیسی: School of Rock) فیلمی کمدی موسیقی، محصول کشور ایالات متحده آمریکا در سال ۲۰۰۳، به کارگردانی ریچارد لینکلِیتر و نویسندگی مایک وایت است.

## موفقیت در گیشه
این فیلم با بودجه ۲۰ میلیون دلاری ساخته شد و تنها در ایالات متحده، نزدیک به ۸۰ میلیون دلار فروش داشت. موفقیت آن در گیشه و استقبال مخاطبان از گروه‌های سنی مختلف، آن را به یک فیلم خانوادگی محبوب تبدیل کرد.

## داستان فیلم
دوئی فین یک نوازنده گیتار در یک گروه موسیقی راک است که از گروهش بیرون انداخته می‌شود و این در حالیست که او نیاز زیادی به فراهم کرد پول برای پرداخت اجاره خانه و صورت حسابهایش دارد. در همین حین با دوست و همخانه‌اش نِد اِشنیبلی که معلم مدرسه است تماس گرفته شده و پیشنهاد تدریس موقت در کلاس چهارم یک مدرسه خصوصی می‌شود. دوئی خود را به‌جای نِد جا می‌زند و این پیشنهاد را پذیرفته و به عنوان معلم به آن مدرسه می‌رود. او در کلاسش مخفیانه و دور از چشم مدیر و سایر معلمان شروع به یاد دادن موسیقی راک به بچه‌ها می‌کند و متوجه می‌شود استعدادهای موسیقایی خوبی بین آنها وجود دارد.

## بازخورد منتقدان
منتقدان، این فیلم را به‌دلیل طنز و انرژی مثبتش تحسین کردند. راجر ایبرت، منتقد سرشناس، آن را فیلمی دانست که «والدین ممکن است بیش از کودکان از آن لذت ببرند».

## حواشی

### مرگ دِرامر خردسال فیلم

کِوین کِلارک در حدود سال ۲۰۰۵

کِوین کِلارک، دِرامر گروه موسیقی در این فیلم، در ۲۷ مه ۲۰۲۱ در حین دوچرخه‌سواری در شیکاگو بر اثر تصادف با یک خودرو درگذشت. او در زمان مرگ ۳۲ سال داشت و به عنوان موزیسین و مربی موسیقی فعالیت می‌کرد.
کِلارک که از کودکی به موسیقی علاقه داشت، در ۱۲ سالگی برای نقش دِرامر گروه در فیلم مدرسه راک انتخاب شد. پس از این فیلم، او به بازیگری ادامه نداد، اما به عنوان نوازنده و آهنگساز در گروه‌های مختلف موسیقی فعالیت کرد و به کودکان موسیقی آموزش می‌داد.
کِلارک در ساعت ۱:۲۰ بامداد روز چهارشنبه در تقاطع خیابان نورث وِسترن و بلوار لوگان در شیکاگو مورد اصابت یک خودروی هیوندای سوناتا قرار گرفت و در بیمارستان درگذشت. راننده خودرو، یک زن ۲۰ ساله، به دلیل تخلفات رانندگی جریمه شد.
بسیاری از هم‌بازی‌های کِلارک در فیلم مدرسه راک، از جمله جَک بِلَک و میراندا کاسگرو، در شبکه‌های اجتماعی به او ادای احترام کردند. مادر کِلارک او را «استعدادی خام با قلب طلایی» توصیف کرد.
مراسمی برای بزرگداشت کِوین کِلارک در هالیوود برگزار شد. او به عنوان هنرمندی پرانرژی و مهربان در یاد دوستان و خانواده‌اش باقی مانده است.

## پی‌نوشت
1. 1 2 3 4  کِرمُد، مارک (۲۳ نوامبر ۲۰۰۳). «To sir, with power chords» [تقدیم به معلم، با آکوردهای توانی]. گاردیَن. دریافت‌شده در ۲ مه ۲۰۲۵.
2. ↑  اِستروئِت، دِیوِد (۲۷ مه ۲۰۲۱). «Kevin Clark, drummer in School of Rock, hit and killed by driver while biking in Avondale» [کوین کلارک، درامر فیلم مدرسه راک، در حال دوچرخه‌سواری در آوُندِیل بر اثر تصادف با خودرو کشته شد]. شیکاگو سان‌تایمز. دریافت‌شده در ۲ مه ۲۰۲۵.

- مشارکت‌کنندگان ویکی‌پدیا. «School of Rock». در دانشنامهٔ ویکی‌پدیای انگلیسی، بازبینی‌شده در ۲۵ آوریل ۲۰۱۱.